# Клод (Grand Theft Auto)
Клод (англ. Claude) — це вигаданий персонаж і головний герой гри в Grand Theft Auto III, який був розроблений Rockstar Games. Він також має епізодичну роль в подальшій грі Grand Theft Auto: San Andreas. Клод мовчазний герой, отже, не має ніякого голосу актора.
Гра ніколи не розкривала ім'я Клода; пізніше воно стало відомим завдяки файлам даних гри. Rockstar Games ніколи не мали якогось конкретного натхнення при розробці головного персонажа.

## Ім'я
Впродовж гри до персонажа звертаються Fido (англ. популярна кличка собаки) і The Kid (англ. хлопець, малий). А в Grand Theft Auto: San Andreas Каталіна його представила як «свого нового хлопця», при цьому не згадавши його імені, однак із телефонних розмов Сіджея з Каталіною можна припустити, що героя зовуть Клод. Крім цього в ранніх версіях GTA гравець міг сам вводити ім'я головного героя, а стандартним ім'ям персонажа було «Claude» (Клод).

## Зовнішність
Крім короткочасної появи в тюремному комбінезоні в Grand Theft Auto III (під час втечі з-під варти), Клод в основному носить чорну шкіряну куртку з темною футболкою під нею (в Grand Theft Auto: San Andreas куртка розстібнута), темно-зелені штани, на ногах у нього сині з білим підшивом кросівки, однак доступний альтернативний варіант зовнішності персонажа — вусатий Клод у коричневій куртці, блакитних джинсах, білих кросівках.

## Біографія

### Grand Theft Auto: San Andreas

Клод у Сан-Андреасі разом із Каталіною.

В 1992 році Клод веде своє кримінальне життя як простий викрадач автомобілів і учасник нелегальних гонок у Сан-Андреасі. Через деякий час, піднабравшися досвіду, Клод стає професійним гонщиком. Одночасно з цим він зустрічає Каталіну та починає зустрічатися з нею. Від лиця Каталіни, Клод бере участь у гонці з Карлом Джонсоном і програє її, потім Каталіна, за умовами угоди, оговореної перед гонкою, віддає Карлу права (дарчу) на гараж у Сан-Фієрро. Після цього Клод із Каталіною перебираються до Ліберті-Сіті.
Однак, до 2001 року Каталіна та Клод, як відомо, були спільниками, здійснюючи крадіжки у багатьох штатах, включаючи південні та південно-західні. У жовтні 2001 року ФБР стає відомо, що Каталіна та Клод, можливо, остаточно перебираються в Ліберті-Сіті.

### Grand Theft Auto III
У 2001 році Клод разом із Каталіною займаються крадіжкою. Зненацька, під час чергового пограбування банку дівчина ранить героя й кидає його на місці злочину, утікши з лідером Колумбійського картелю, Мігелем, прихопивши награбоване. Клода заарештовують, під час переведення його в іншу в'язницю на поліцейський конвой відбувається напад, метою якого є звільнення одного з арештантів, старого азійського джентльмена, який згодом ще з'явиться в епізодичній ролі. Клоду вдається втекти. За допомогою нового друга на прізвисько «8-ball» герой починає свою злочинну кар'єру в Ліберті-Сіті з нуля. Поступово він просувається від одного боса до іншого й знайомиться з дівчиною Марією, пасією Сальваторе Леоне, дона однієї з італійських злочинних угруповань міста. Після того, як Клод якийсь час проробив на дона Леоне, той зраджує й намагається вбити Клода й той разом з Марією біжить до нових заступників. Співпрацюючи з Якудзою і працюючи на продажного копа Рея він знайомиться з медіамагнатом Дональдом Лавом. По його завданню він розв'язує війну між Картелем і Якудзою. Марія виявляється в заручниках Каталіни, яка пропонує Клоду угоду: дівчина в обмін на викуп. Герой погоджується, але в останній момент Каталіна знову підставляє Клода й намагається зникнути із грішми. У фінальній сцені герой знищує Каталіну в її вертольоті.

## Характерні риси

### Мовчазливість
На відміну від героїв наступних ігор серії Клод не говорить жодного слова. На момент виходу Grand Theft Auto III це було зроблено для того щоб яскравіше показати його серйозність і ближче співвіднести гравця з персонажем.

## Цікаві факти
- Марія в радіопостановці Chatterbox говорить, що «Клод не розмовляє надто багато».
- Є версія, що в GTA IV Клод вже мертвий, оскільки на стінах Ліберті можна побачити «Toni R.I.P. і Claude R.I.P.»
- В місії «Зникнення Лава» (GTA III) Клод приходить в пустий дім Дональда Лава та не знаходить господаря. За первісним задумом Даркел (вилучений персонаж) повинен був «замовити» Лава Клоду.
- Одяг Клода доступний у Grand Theft Auto IV, якщо гравець вирішить убити Playboy X під час гри.